# Пам'ятки історії Радомишльського району
У Радомишльському районі Житомирської області на обліку перебуває 108 пам'яток історії.
| №п/п | Охоронний номер | Найменування пам'ятки | Адреса                                                              | Рік         | Автор | № рішення про взяття на державний облік | Фото |
| ---- | --------------- | --- | ------------------------------------------------------------------- | ----------- | ----- | --------------------------------------- | ---- |
| 1.   | 1138            | Будинок, в якому жив комдив Г. І. Котовський в 1921—1922 рр. | м. Радомишль, вул. Котовського                                      | 1957        | -     | № 442 від 29.09.1969 р.                 |      |
| 2.   | 1142            | Пам'ятник першим механізаторам. | м. Радомишль, вул. Котовського.                                     | 1964        | -     | № 442 від 29.09.1969 р.                 |      |
| 3.   | 1143            | Група (4) братських могил борців за встановлення радянської влади та братська могила радянських воїнів.                                                                       | м. Радомишль, вул. Леніна.                                          | 1,93119E+11 | -     | № 442 від 29.09.1969 р.                 |      |
| 4.   | 1143(а)         | Могила Власенка Г. С.- командира партизанських загонів 1918—1919 рр. | м. Радомишль, вул. Леніна.                                          | 1931        | -     | № 442 від 29.09.1969 р.                 |      |
| 5.   | 1143(б)         | Могила Кезови І. А. — борця за встановлення Радянської влади. | м. Радомишль, вул. Леніна.                                          | 1951        | -     | № 442 від 29.09.1969 р.                 |      |
| 6.   | 1143(в)         | Могила Близнюка Л. Ф.- голови Радомишльського райкомнезаму. | м. Радомишль, вул. Леніна.                                          | 1931        | -     | № 442 від 29.09.1969 р.                 |      |
| 7.   | 1143(г)         | Могила Науменка М. В. — голови Радомишльського підпільного ревкому. | м. Радомишль, вул. Леніна.                                          | 1931        | -     | № 42 від 29.09.1969 р.                  |      |
| 8.   | 1140            | Братська могила радянських воїнів. Поховано 82 чол. | м. Радомишль, вул. Леніна.                                          | 1948        | -     | № 442 від 29.09.1969 р.                 |      |
| 9.   | 1149            | Братська могила радянських воїнів. Поховано 149 чол. | с. Глухів-Перший, Радомишльська міська Рада, на міському кладовищі. | 1946        | -     | № 442 від 29.09.199 р.                  |      |
| 10.  | 1151            | Братська могила радянських воїнів. Поховано 142 чол. | м. Радомишль, р-н Папірне, міське кладовище.                        | 1946        | -     | № 442 від 29.09.1969 р.                 |      |
| 11.  | 1145            | Група (3) братських могил радянськихвоїнів. Поховано 50 чол. | м. Радомишль, вул. Мічурина.                                        | 1961        | -     | № 442 від 29.09.1969 р.                 |      |
| 12.  | 1144            | Могила Тарасюка Л. Н. — Героя Соціалістичної праці. | м. Радомишль, кладовище.                                            | 1980        | -     |                                         |      |
| 13.  | 1146            | Братська могила радянських воїнів. | м. Радомишль, хутір Соболів, на кладовищі.                          | 1955        | -     | № 390 від 08.10.1992 р.                 |      |
| 14.  | 1150            | Братська могила радянських воїнів. Поховано 79 чол. | м. Радомишль, р-н Микгород, на кладовищі.                           | 1958        | -     | № 442 від 29.09.1969 р.                 |      |
| 15.  | 1141            | Братська могила радянських воїнів. Поховано 39 чол. | м. Радомишль, вул. Чапаєва, на кладовищі.                           | 1956        | -     | № 442 від 29.09.1969 р.                 |      |
| 16.  | 1137            | Братська могила радянських воїнів. Поховано 3 чол. | м. Радомишль, вул. Чапаєва.                                         | 1980        | -     | № 429 від 30.12.1986 р.                 |      |
| 17.  | 1136            | Братська могила борців за встановлення радянської влади та радянських воїнів. Кількість похованих невідома.                                                                   | м. Радомишль, вул. Шевченка.                                        | 1946        | -     | № 442 від 29.09.1969 р.                 |      |
| 18.  | 1139            | Група (5) братських могил радянських воїнів. Поховано 284 чол. | м. Радомишль, на міському кладовищі.                                | 1946        | -     | № 442 від 29.09.1969 р.                 |      |
| 19.  | 1148            | Пам'ятник Героям Радянського Союзу -уродженцям Радомишльського району. | м. Радомишль, в міському парку.                                     | 1964        | -     | № 442 від 29.09.1969 р.                 |      |
| 20.  | 1091            | Група (2) братських могил радянських воїнів (та пам'ятник воїнам-односельям. Поховано 123 чол. ?                                                                              | с. Біла Криніця, Білокриницька сел. Рада, біля склозаводу.          | 19571974    | -     | № 442 від 29.09.1969 р.                 |      |
| 21.  | 1090            | Братська могила радянських воїнів та пам'ятник воїнам-односельцям. Поховано 113 чол.                                                                                          | с. Білка, Кримоцька с/р, в центрі.                                  | 1952        | -     | № 442 від 29.09.1969 р.                 |      |
| 22.  | 2357            | Братська могила радянських воїнів. | с. Білка, Кримоцька с/р, на кладовищі.                              | 1974        | -     | № 559 від 26.12.1979 р.                 |      |
| 23.  | 1089            | Братська могила радянських воїнів. Поховано 90 чол.? | с. Березці, Лутівська с/р, в центрі села.                           | 1956        | -     | № 442 від 29.09.1969 р.                 |      |
| 24.  | 1758            | Могили Креметчі В. Г. та Сафонова М. М. -радянських воїнів. | с. Березці, Лутівська с/р, на кладовищі.                            | 1984        | -     | № 429 від 30.12.1986 р.                 |      |
| 25.  | 1092            | Братська могила радянських воїнів. Поховано 7 чол. | с. Борщів, Борщівська с/р, на кладовищі.                            | 1948        | -     | № 442 від 29.09.1969 р.                 |      |
| 26.  | 2358            | Пам'ятник воїнам-односельцям. | с. Борщів, Борщівська с/р, в центрі села.                           | 1975        | -     | № 559 від 26.12.1979 р.                 |      |
| 27.  | 1093            | Братська могила (2) радянських воїнів, серед яких похований Хмельов П. В. — Герой Радянського Союзу. Поховано 66 чол.                                                         | с. Будилівка, Новобудська с/р, в Центрі села.                       | 1958        | -     | № 442 від 29.09.1969.                   |      |
| 28.  | 1746            | Братська могила радянських воїнів. Поховано 27 чол. | с. Будилівка, Новобудська с/р, на кладовищі.                        | 1957        | -     | № 388 від 06.09.1976 р.                 |      |
| 29.  | 1094            | Братська могила радянських воїнів. Поховано 60 чол. | с. Велика Рача, Великорачанська с/р, на кладовищі.                  | 1958        | -     | № 442 від 29.09.1969 р.                 |      |
| 30.  | 1095            | Братська могила радянських воїнів. Поховано 427 чол. | с. Велика Рача, Великорачанська с/р, в колгоспному саду.            | 1958        | -     | № 442 від 29.09.1969.                   |      |
| 31.  | 2359            | Братська могила радянських воїнів. Поховано 63 чол. | с. Велика Рача, Великорачанська с/р, в колгоспному саду.            | 1958        | -     | № 559 від 26.12.1979 р.                 |      |
| 32.  | 1118            | Пам'ятник воїнам-односельчанам. | с. Велика Рача, Великорачанська с/р, в центрі села.                 | 1979        | -     | № 429 від 30.12.1986 р.                 |      |
| 33.  | 1096            | Братська могила радянських воїнів та пам'ятник воїнам-односельцям. | с. Веприн, Вепринська с/р, в центрі села.                           | 19591965    | -     | № 442 від 29.09.1969 р.                 |      |
| 34.  | 1768            | Могила Худолій М. С. — Героя Соціалістичої праці. | с. Веприн, Вепринська с/р, на кладовищі.                            | 1964        | -     | № 429 від 30.12.1986 р.                 |      |
| 35.  | 1097            | Братська могила радянських воїнів. Поховано 41 чол. | с. Верлок, Верлоцька с/р, на кладовищі.                             | 1955        | -     | № 442 від 29.09.1969 р.                 |      |
| 36.  | 1098            | Братська могила радянських воїнів та пам'ятник воїнам-односельцям. Поховано 21 чол.                                                                                           | с. Вихля, Гуто-Потіївська с/р, в центрі села.                       | 1958        | -     | № 442 від 29.09.1969р                   |      |
| 37.  | 1099            | Братська могила радянських воїнів, серед яких похований Клевцов С. Т. — Герой Радянського Союзу та пам'ятний знак воїнам-односельцям. Поховано 54 чол.                        | с. Вишевичі, Вишевицька с/р, в центрі села.                         | 19581965    | -     | № 442 від 29.09.1969 р.                 |      |
| 38.  | 1102            | Братська могила радянських воїнів. Поховано 95 чол. | с. Глиниця, Кичкирівська с/р, в центрі.                             | 1959        | -     | № 442 від 29.09.1969 р.                 |      |
| 39.  | 2360            | Пам'ятник воїнам-односельцям. | с. Глиниця, Кичкирівська с/р, в центрі, біля клубу.                 | 1961        | -     | № 559 від 26.12.1979 р.                 |      |
| 40.  | 1103            | Братська могила радянських воїнів. Поховано 11 чол. | с. Городчин, Меньківська с/р, на кладовищі.                         | 1968        | -     | № 442 від 29.09.1969 р.                 |      |
| 41.  | 1100            | Братська могила радянських воїнів. Поховано 304 чол. | с. Гута-Забілоцька, Забілоцька с/р, в центрі села.                  | 1958        | -     | № 442 від 29.09.1969 р.                 |      |
| 42.  | 1756            | Братська могила радянських воїнів. Кількість похованих невідома. | с. Гута-Забілоцька, Забілоцька с/р, на кладовищі.                   | 1950        | -     | № 388 від 06.09.1976 р.                 |      |
| 43.  | 1101            | Братська могила радянських воїнів, серед яких похований Козак І. О. — Герой Радянського Союзу. Поховано 10 чол.                                                               | с. Гута-Потіївка, Гуто-Потіївська с/р, біля шоли.                   | 1958        | -     | № 442 від 2.09.1969 р.                  |      |
| 44.  | 1104            | Братська могила радянських воїнів та партизан. Поховано 32 воїна. | с. Дитинець, Облітківська с/р, на кладовищі.                        | 1958        | -     | № 442 від 29.09.1969 р.                 |      |
| 45.  | 1108            | Братська могила радянських воїнів, серед яких похований Левицький А. М. — український радянський поет та пам'ятник воїнам-односельцям. Поховано 484 воїна.                    | с. Забілоччя, Забілоцька с/р, в центрі села.                        | 19511975    | -     | № 442 від 29.09.1969 р.                 |      |
| 46.  | 1158            | Братська могила радянських воїнів. Кількість похованих невідома. | с. Забілоччя, Забілоцька с/р., на північній околиці села.           | 1990        | -     | № 390 від 08.10.1992 р.                 |      |
| 47.  | 1106            | Братська могила радянських воїнів та пам'ятник воїнам-односельцям. Поховано 189 воїнів.                                                                                       | с. Заболоть, Заболотська с/р, в центрі.                             | 1956        | -     | № 442 від 29.09.1969 р.                 |      |
| 48.  | 1747            | Братська могила радянських воїнів. Поховано 307 воїнів. | с. Заболоть, Заболотська с/р, на кладовищі.                         | 1957        | -     | № 388 від 06.09.1976 р.                 |      |
| 49.  | 1105            | Братська могила радянських воїнів, серед яких поховані Єрмолаєв В. А. — Герой Радянського Союзу та Тімофеєв А. А. — Герой Радянського Союзу. Поховано 13 воїнів.              | с. Заньки, Заньківська с/р, на кладовищі.                           | 1958        | -     | № 442 від 29.09.1969 р.                 |      |
| 50.  | 1162            | Пам'ятник Ермолаєву В. А. та Тимофеєву О. О.- Героям Радянського Союзу. | с. Заньки, Заньківецька с/р, в центрі села.                         | 1985        | -     | № 429 від 30.12.1986 р.                 |      |
| 51.  | 1107            | Братська могила радянських воїнів та пам'ятник воїнам-односельцям. Поховано 38 воїнів.                                                                                        | с. Заньки, Заньківська с/р, в центрі.                               | 19541976    | -     | № 442 від 29.09.1969 р.                 |      |
| 52.  | 1147            | Братська могила радянських воїнів. Кількість похованих невідома. | с. Заміри, Гуто-Потіївська с/р, на кладовищі.                       | 1987        | -     | № 390 від 08.10.1992 р.                 |      |
| 53.  | 1757            | Група братських могил (3) та пам'ятник воїнам-односельчанам. Кількість похованих невідома.                                                                                    | с. Ірша, Іршанська с/р, біля школи.                                 | 19551972    | -     | № 388 від 06.09.1976.                   |      |
| 54.  | 1109            | Братська могила радянських воїнів. Поховано 279 воїнів. | с. Кичкирі, Кичкирівська с/р, в центрі села.                        | 1958        | -     | № 442 від 29.09.1969 р.                 |      |
| 55.  | 2361            | Пам'ятник воїнам-односельцям. | с. Кичкирі, Кичкирівська с/р, в центрі села.                        | 1963        | -     | № 559 від 26.12.1979 р.                 |      |
| 56.  | 1112            | Братська могила радянських воїнів. Поховано 23 воїна. | с. Котівка, Котівська с/р, на кладовищі.                            | 1959        | -     | № 442 від 29.09.1969 р.                 |      |
| 57.  | 2363            | Пам'ятник воїнам-односельчанам. | с. Котівка, Котівська с/р, в центрі села.                           | 1975        | -     | № 559 від 26.12.1979 р.                 |      |
| 58.  | 2362            | Братська могила партизан і підпільників. Поховано 32 чол. | с. Котівка, Котівська с/р.                                          | 1949        | -     | № 559 від 26.12.1979 р.                 |      |
| 59.  | 1113            | Братська могила радянських воїнів, серед яких похований Шигаєв А. В. — Герой Радянського Союзу. Поховано 75 воїнів.                                                           | с. Кочерів, Кочерівська с/р, на кладовищі.                          | 1954        | -     | № 442 від 29.09.1969 р.                 |      |
| 60.  | 2364            | Пам'ятник воїнам-односельчанам та пам'ятний знак на честь Карпенка В. О. та Шигаєва А. В. — Героїв Радянського Союзу.                                                         | с. Кочерів, Кочерівська с/р, в центрі села.                         | 1980        | -     | № 559 від 26.12.1979 р.                 |      |
| 61.  | 1110            | Братська могила радянських воїнів. Поховано 759 воїнів. | с. Краснобірка, Краснобірська с/р, на кладовищі.                    | 1958        | -     | № 442 від 29.09.1969 р.                 |      |
| 62.  | 1111            | Братська могила радянських воїнів. Поховано 301 воїнів. | с. Кримок, Кримоцька с/р, в центрі села.                            | 1958        | -     | № 442 від 29.09.1969 р.                 |      |
| 63.  | 1748            | Братська могила радянських воїнів. Поховано 11 воїнів. | с. Кримок, Кримоцька с/р, в центрі села.                            | 1962        | -     | № 388 від 06.09.1976 р.                 |      |
| 64.  | 1114            | Братська могила радянських воїнів. Поховано 121 воїнів. | с. Леніне, Ленінська с/р, в центрі села.                            | 1954        | -     | № 442 від 29.09.1969 р.                 |      |
| 65.  | 1115            | Братська могила радянських воїнів. Поховано 43 воїна. | с. Леніне, Ленінська с/р, на кладовищі.                             | 1956        | -     | № 442 від 29.09.1969 р.                 |      |
| 66.  | 1749            | Братська могила радянських воїнів та пам'ятний знак воїнам-односельцям. | с. Леніне, Ленінська с/р, біля клубу.                               | 1954        | -     | № 388 від 06.09.1976 р.                 |      |
| 67.  | 2365            | Пам'ятник воїнам-односельчанам. | с. Леніне, Ленінська с/р, в центрі села.                            | 1975        | -     | № 559 від 26.12.1979 р.                 |      |
| 68.  | 1116            | Братська могила радянських воїнів. Поховано 22 воїна. | с. Лутівка, Лутівська с/р, в центрі села.                           | 1956        | -     | № 442 від 29. 09.1969 р.                |      |
| 69.  | 1117            | Братська могила радянських воїнів. Поховано 51 воїн. | с. Лутівка, Лутівська с/р, на кладовищі.                            | 1967        | -     | № 442 від 29.09.1969 р.                 |      |
| 70.  | 2366            | Пам'ятник воїнам-односельчанам та партизанам. | с. Макалевичі, Макалевицька с/р, в центрі села.                     | 1975        | -     | № 559 від 26.12.1979 р.                 |      |
| 71.  | 821             | Братська могила радянських воїнів. Поховано 11 воїнів. | с. Макалевичі, Макалевицька с/р.                                    | 1958        | -     | № 442 від 29.09.1969 р.                 |      |
| 72.  | 1119            | Група братських могил (4) радянських воїнів. Поховано 322 воїна. | с. Мала Рача, Великорачанська с/р, на східній околиці села.         | 1949        | -     | № 442 від 29.09.1969 р.                 |      |
| 73.  | 1750            | Братська могила радянських воїнів. Поховано 28 воїнів. | с. Мар'янівка, Леніська с/р, на кладовищі.                          | 1967        | -     | № 388 від 06.09.1976 р.                 |      |
| 74.  | 1125            | Братська могила радянських воїнів, серед яких похований Кругліков М. К. — Герой Радянського Союзу. Поховано 50 воїнів.                                                        | с. Меделівка, Мірчанська с/р, на кладовищі.                         | 1958        | -     | № 442 від 29.09.1969 р.                 |      |
| 75.  | 1120            | Братська могила радянських воїнів та пам'ятник воїнам-односельцям. Поховано 324 воїна.                                                                                        | с. Межирічка, Межирицька с/р, біля клубу.                           | 19541965    | -     | № 442 від 29.09.1969 р.                 |      |
| 76.  | 1121            | Братська могила радянських воїнів. Поховано 17 воїнів. | с. Меньківка, Меньківська с/р, в центрі.                            | 1958        | -     | № 442 від 29.09.1969 р.                 |      |
| 77.  | 1122            | Братська могила радянських воїнів. Поховано 12 воїна. | с. Меньківка, Меньківська с/р, на кладовищі.                        | 1956        | -     | № 442 від 29.09.1969 р.                 |      |
| 78.  | 1123            | Братська могила радянських воїнів та пам'ятник воїнам-односельцям. Поховано 75 воїнів.                                                                                        | с. Мірча, Мірчанська с/р, біля клубу.                               | 19531979    | -     | № 442 від 29.09.1969 р.                 |      |
| 79.  | 1124            | Група (12) братських могил радянських воїнів та пам'ятник воїнам-односельцям. Поховано 87 воїна.                                                                              | с. Моделів, Потіївська с/р.                                         | 19481958    | -     | № 442 від 29.09.1969 р.                 |      |
| 80.  | 2906            | Братська могила радянських воїнів. | с. Мирне, Гуто-Потіївська с/р, на кладовищі.                        | 1987        | -     | № 390 від 08.10.1992 р.                 |      |
| 81.  | 1126            | Братська могила радянських воїнів. Поховано 540 воїнів. | с. Негребівка, Раковицька с/р, біля клубу.                          | 1954        | -     | № 442 від 29.09.1969 р.                 |      |
| 82.  | 1751            | Братська могила радянських воїнів. Поховано 29 воїнів. | с. Нова Буда, Новобудська с/р, на кладовищі.                        | 1960        | -     | № 388 від 06.09.1976 р.                 |      |
| 83.  | 1752            | Братська могила радянських воїнів. Поховано 26 воїнів. | с. Нова Юрівка, Кичкирівська с/р, на кладовищі.                     | 1954        | -     | № 388 від 06.09.1976 р.                 |      |
| 84.  | 1127            | Братська могила радянських воїнів. Поховано 41 воїнів. | с. Облітки, Облітківська с/р, на кладовищі.                         | 1958        | -     | № 442 від 29.09.1969 р.                 |      |
| 85.  | 1128            | Братська могила радянських воїнів. Поховано 31 воїн. | с. Осички, Осичківська с/р, на кладовищі.                           | 1958        | -     | № 442 від 29.09.1969 р.                 |      |
| 86.  | 1754            | Пам'ятник воїнам-односельцям. | с. Осички, Осичківська с/р, в центрі села.                          | 1970        | -     | № 388 від 06.09.1976 р.                 |      |
| 87.  | 1129            | Братська могила радянських воїнів. Поховано 71 воїн. | с. Пилиповичі, Пилиповицька с/р, в центрі села.                     | 1959        | -     | № 442 від 29.09.1969 р.                 |      |
| 88.  | 1753            | Братська могила борців за встановлення радянської влади. Поховано 7 чол. | с. Пилиповичі, Пилиповицька с/р, в центрі села.                     | 1921        | -     | № 388 від 27.09.1969 р.                 |      |
| 89.  | 2907            | Братська могила радянських воїнів та пам'ятник воїнам-односельцям. | с. Пилиповичі, Пилиповицька с/р, в центрі села.                     | 1959        | -     | № 390 від 08.10.1992 р.                 |      |
| 90.  | 1130            | Братська могила радянських воїнів. Поховано 56 воїнів. | с. Поташня, Кочерівська с/р, на кладовищі.                          | 1958        | -     | № 442 від 29.09.1969 р.                 |      |
| 91.  | 1131            | Група братських (2) могил радянських воїнів. Поховано 19 воїнів. | с. Потіївка, Потіївська с/р, в центрі села.                         | 1958        | -     | № 442 від 29.09.1969 р.                 |      |
| 92.  | 1132            | Група братських (23) та індивідуальних могил (2) радянських воїнів, партизан і підпільників, серед яких похований Бугайченко І. Ф.- Герой Радянського Союзу. Поховано 99 чол. | с. Потіївка, Потіївська с/р, в центрі села.                         | 19581968    | -     | № 442 від 29.09.1969 р.                 |      |
| 93.  | 1132 (а)        | Могила Бугайченко І. Ф. — Героя Радянського Союзу. | с. Потіївка, Потіївська с/р, в центрі села.                         | 1943        | -     | № 442 від 29.09.1969 р.                 |      |
| 94.  | 1133            | Групи бртських (3) могил радянських воїнів. Поховано 18 воїнів. | с. Потіївка, Потіївська с/р, на кладовищі.                          | 1958        | -     | № 442 від 29.09.1969 р.                 |      |
| 95.  | 1134            | Братська могила радянських воїнів. поховано 17 воїнів. | с. Прибуток, Заньківська с/р, на кладовищі.                         | 1958        | -     | № 442 від 29.09.1969 р.                 |      |
| 96.  | 1152            | Братська могила радянських воїнів та пам'ятник воїнам-односельцям. Поховано 484 воїна.                                                                                        | с. Раївка, Раковицька с/р, біля клубу.                              | 1958        | -     | № 442 від 29.09.1969 р.                 |      |
| 97.  | 1153            | Братська могила радянських воїнів. Поховано 455 воїнів. | с. Раковичі, Раковицька с/р, в центрі села.                         | 1954        | -     | № 442 від 29.09.1969 р.                 |      |
| 98.  | 1135            | Братська могила радянських воїнів. Поховано 8 воїнів. | с. Русанівка, Осичківська с/р, біля школи.                          | 1958        | -     | № 442 від 29.09.1969 р.                 |      |
| 99.  | 828             | Братська могила радянських воїнів. | с. Садки, Макалевицька с/р, в центрі села.                          | 1949        | -     | № 442 від 29.09.1969 р.                 |      |
| 100. | 1154            | Братська могила радянських воїнів. Поховано 25 воїна. | с. Став-Слобода, Кочерівська с/р, в центрі села.                    | 1958        | -     | № 442 від 29.09.1969 р.                 |      |
| 101. | 1155            | Братська могила радянських воїнів. Поховано 39 воїна. | с. Стара Буда, Гуто-Потіївська с/р, в центрі села.                  | 1958        | -     | № 442 від 29.09.1969 р.                 |      |
| 102. | 1156            | Братська могила радянських воїнів, серед яких похований Корольов М. С. — Герой Радянського Союзу. Поховано 185 воїнів.                                                        | с. Товсте, Раковицька с/р, біля школи.                              | 1958        | -     | № 442 від 29.09.1969 р.                 |      |
| 103. | 1157            | Братська могила радянських воїнів. Поховано 56 воїнів. | с. Ходори, Меньківська с/р, на кладовище.                           | 1958        | -     | № 442 від 29.09.1969 р.                 |      |
| 104. | 1159            | Група братських (8) та індивідуальних (1) могил радянських воїнів. Поховано 29 воїнів.                                                                                        | с. Чайківка, Чайківська с/р, біля лікарні.                          | 1959        | -     | № 442 від 29.09.1969 р.                 |      |
| 105. | 1755            | Пам'ятник воїнам-односельчанам. | с. Чайківка, Чайківська с/р, на кладовищі.                          | 1966        | -     | № 388 від 06.09.1976 р.                 |      |
| 106. | 1160            | Братська могила радянських воїнів. Поховано 231 воїн. | с. Чудин, Великорачанська с/р, на кладовищі.                        | 1958        | -     | № 442 від 29.09.1969 р.                 |      |
| 107. | 2661            | Братська могила радянських воїнів. Поховано 9 воїнів. | с. Хомівка, Кримоцька с/р, на кладовищі.                            | 1952        | -     | № 52 від 04.02.1985 р.                  |      |
| 108. | 2367            | Пам'ятник воїнам-односельчанам. | с. Нова-Юрівка, Кичкирівська с/р, біля клубу.                       | 1961        | -     | № 559 від 26.12.1979 р.                 |      |
|      |                 | |                                                                     |             |       |                                         |      |